# Мыза (Кулебакский район)
Мы́за — посёлок в городском округе город Кулебаки Нижегородской области.

## История
До 2015 года входил в состав Саваслейского сельсовета.

## Население
| 2002 | 2010 |
| ---- | ---- |
| 35   | ↗37  |

## Предприятия
Градообразующее предприятие ОАО Русполимет (Кулебакский металлургический завод) имеет в Мызе свою базу отдыха «Дубрава». Детский летний отдых организован в 4 смены по 100 человек, для взрослых проводятся летняя и зимняя олимпиады.